# Boczków Wielki
Boczków Wielki (ukr. Великий Бичків, ros. Бочков, Boczkow, rus. Бычків, Бочков В., węg. Nagybocskó, słow. Veľký Bočkov, cz. Velký Bočkov) – osiedle typu miejskiego w obwodzie zakarpackim w zachodniej Ukrainie (na Zakarpaciu).
Miasteczko leży w górach, na prawym brzegu Cisy i wpadającej do niej górskie rzeczki Szopurka. 35 km od Rachówa, 174 km od Użhoroda. Zakłady przemysłu drzewnego, chemicznego i rolnictwa.

## Historia
Założone w końcu XIV wieku. W 1848 według spisu zamieszkiwało 2,32 tys. mieszkańców.
Osiedle typu miejskiego od 1947. W 1951 roku pracowało tu kilka przedsiębiorstw leśnych, szkoła średnia, trzy szkoły podstawowe, trzy biblioteki, dwa kina i dwa kluby.
W 1967 roku zorganizowano tu muzeum historii lokalnej. W 1968 roku liczyło 8 tys. mieszkańców.
W 1989 liczyło 8968 mieszkańców.
W 2013 liczyło 9380 mieszkańców.
Znacząca większość mieszkańców to Rusini, również są Węgrzy, Rosjanie, Rumuni, Romowie oraz inne mniejszości narodowe.

## Urodzeni w Boczkowie Wielkim
- Teodor Romża – ukraiński duchowny, biskup Rusińskiej Cerkwi Greckokatolickiej

## Miasta partnerskie
- Túrkeve
- Serock